# Jean-Luc Garin
Pour les articles homonymes, voir Garin.
Jean-Luc Garin, né le 27 octobre 1969 à La Bassée, est un évêque français, du diocèse de Saint-Claude depuis le 10 décembre 2020.

## Biographie
Jean-Luc Garin est né à La Bassée en 1969.
Jean-Luc Garin étudie à l’École pratique des hautes études, au séminaire de Lille, à l’Institut catholique de Paris et à l’université Sorbonne-Nouvelle. Il est titulaire d’une maîtrise en philosophie, d'un diplôme d'études approfondies (DEA) en sciences des religions et des phénomènes interculturels et d’une licence canonique en théologie. 
Il est ordonné prêtre le 29 juin 1997 pour l’archidiocèse de Lille, Il est aumônier des étudiants à Dunkerque et vicaire à la paroisse de Grande-Synthe en 1997-1998. Il est ensuite responsable de la pastorale des jeunes de la métropole lilloise et vicaire à la paroisse Saint-Pierre-Saint-Paul à Lille (1998-2004), puis curé de la paroisse de Seclin-Attiches (2004-2010) et de la paroisse d’Houplines-Ancoisne et Noyelles-lez-Seclin (2007-2010), toujours dans la région de Lille.
De 2004 à 2020, il est professeur de Bible et de théologie de la mission à Lille. 
Entre 2008 et 2012, Jean-Luc Garin est nommé responsable du service diocésain pour la formation permanente. 
En 2010, directeur du premier cycle au séminaire de Lille, fonction qu’il occupe jusqu’en 2012. Il est ensuite nommé supérieur du séminaire de Lille jusqu’à sa fermeture en 2019, et membre du conseil épiscopal (2012-2020). 
De 2015 à 2018, il est secrétaire du Conseil national des grands séminaires (CNGS).
Entre 2015 et 2020, il devient responsable de la formation initiale des candidats au diaconat permanent pour la province de Lille.
Jean-Luc Garin est aussi membre du Foyer de Charité de Courset et prédicateur de retraites spirituelles. 
En septembre 2020, il est nommé curé de la paroisse de Lambersart et doyen des Rives-de-la-Deûle (périphérie Nord-Ouest de Lille).

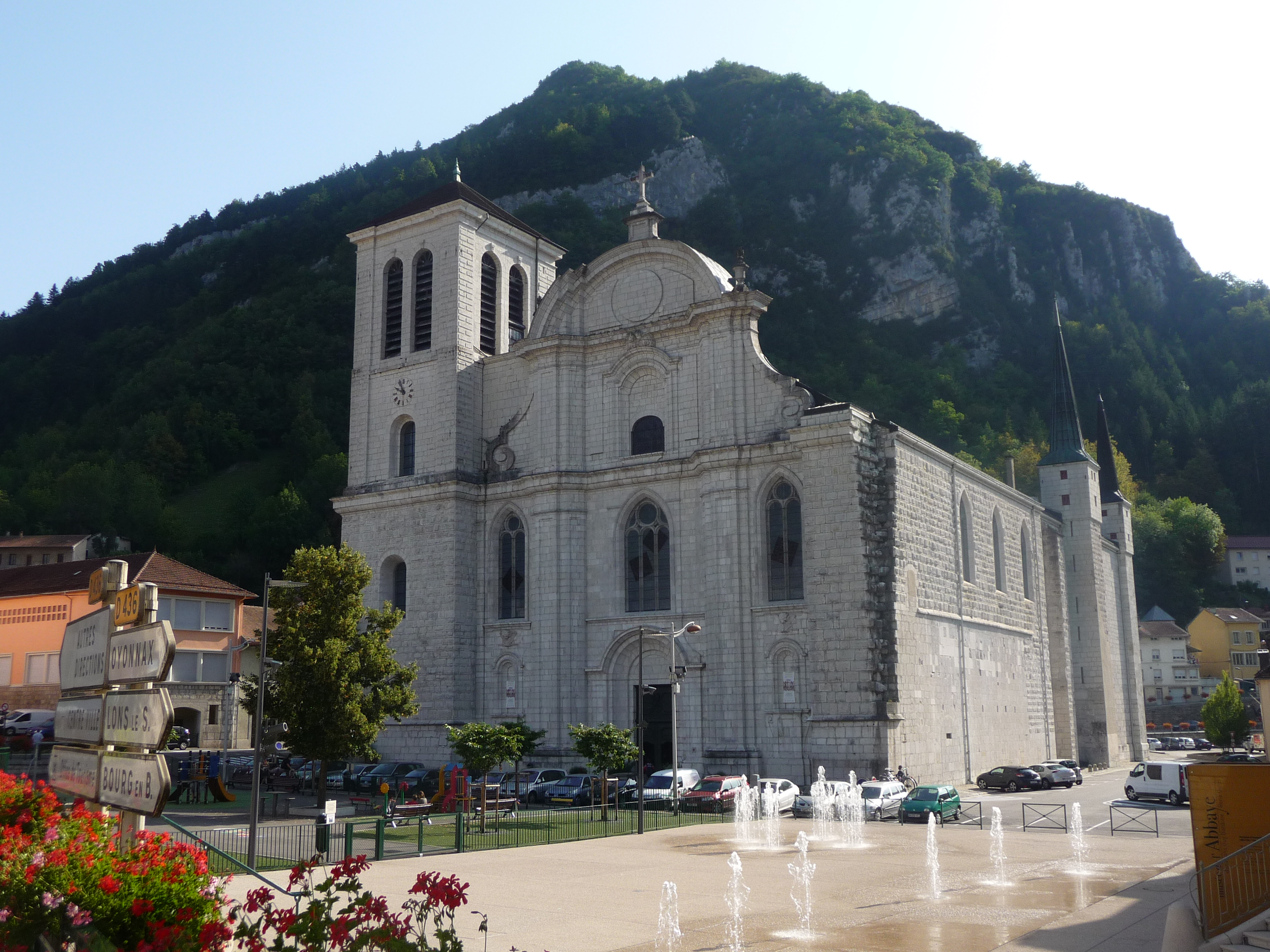
Saint-Claude (Jura), cathédrale Saint-Pierre-Saint-Paul-et-Saint-André.

## Évêque
Le pape François le nomme évêque du diocèse de Saint-Claude dans le Jura le 10 décembre 2020, succédant ainsi à Vincent Jordy.
En présence de Celestino Migliore, nonce apostolique, il est ordonné le 14 février 2021 par Jean-Luc Bouilleret, archevêque métropolitain de Besançon dont dépend le diocèse de Saint-Claude. Il était assisté de Laurent Ulrich et Vincent Jordy, archevêques de Lille et Tours,.

### Blason
Blason de Jean-Luc Garin se composant : 
- Blason de la commune de Saint-Claude (Jura) : d'or au sapin arraché de sinople, au chef d'azur chargé d'un croissant d'argent.
- « Nous n'avons ici que 5 pains et 2 poissons ».

(Évangile selon Matthieu, 14, 17
- Évangile selon Marc, 6, 38
- Évangile selon Luc, 9, 13
- Évangile selon Jean, 6, 9)
Devise épiscopale
- « L'Espérance ne déçoit pas ».

(Rm 5,5).